# Самбатовка
Самбатовка — река в России, протекает в Поддорском районе Новгородской области. Исток находится в урочище Тёмный Лес. Далее река течёт на север, у деревни Озерки поворачивает на северо-восток, у урочища Грязные Кулики поворачивает на восток. Устье реки находится между деревнями Добранцево и Заречье в 123 км по левому берегу реки Ловать. Длина реки составляет 25 км.
По берегам реки расположены деревня Поддорского сельского поселения Озерки и деревня Селеевского сельского поселения Добранцево.
У деревни Добранцево справа впадает приток Боровской.

## Данные водного реестра
По данным государственного водного реестра России относится к Балтийскому бассейновому округу, водохозяйственный участок реки — Ловать и Пола, речной подбассейн реки — Волхов. Относится к речному бассейну реки Нева (включая бассейны рек Онежского и Ладожского озера).
По данным геоинформационной системы водохозяйственного районирования территории РФ, подготовленной Федеральным агентством водных ресурсов: 
- Код водного объекта в государственном водном реестре — 01040200312102000023759
- Код по гидрологической изученности (ГИ) — 102002375
- Код бассейна — 01.04.02.003
- Номер тома по ГИ — 2
- Выпуск по ГИ — 0